# Каримгандж (подокруг)
Каримгандж (бенг. করিমগঞ্জ, англ. Karimganj) — подокруг на северо-востоке Бангладеш в составе округа Кишоргандж. Образован в 1932 году. Административный центр — город Каримгандж. Площадь подокруга — 200,52 км². По данным переписи 1991 года численность населения подокруга составляла 237 155 человек. Плотность населения равнялась 1183 чел. на 1 км². Уровень грамотности населения составлял 20,3 %. Религиозный состав: мусульмане — 96,94 %, индуисты — 2,55 %, христиане — 0,09 %, прочие — 0,41 %.